# Tour de Suisse 2012
Tour de Suisse 2012 var den 76. udgave af cykelløbet Tour de Suisse og blev arrangeret fra 9. til 17. juni 2012. Løbet startede i Lugano, og blev afsluttet i Sörenberg. Rui Costa vandt samlet, 14 sekunder foran Fränk Schleck.

## etaper

### Lørdag 9. juni – 1. etape
Lugano 7,3km (ITT)
|   | Rytter                  | Hold                | Tid    |
| - | ----------------------- | ------------------- | ------ |
| 1 | Peter Sagan             | Liquigas-Cannondale | 9' 43" |
| 2 | Fabian Cancellara (RNT) | RadioShack-Nissan   | + 4"   |
| 3 | Moreno Moser            | Liquigas-Cannondale | + 7"   |
| 4 | Martin Elmiger          | AG2R La Mondiale    | + 11"  |
| 5 | Fredrik Kessiakoff      | Pro Team Astana     | + 15"  |

|   | Rytter             | Hold                | Tid    |
| - | ------------------ | ------------------- | ------ |
| 1 | Peter Sagan        | Liquigas-Cannondale | 9' 43" |
| 2 | Fabian Cancellara  | RadioShack-Nissan   | + 4"   |
| 3 | Moreno Moser       | Liquigas-Cannondale | + 7"   |
| 4 | Martin Elmiger     | AG2R La Mondiale    | + 11"  |
| 5 | Fredrik Kessiakoff | Pro Team Astana     | + 15"  |

### Søndag 10. juni – 2. etape
Fra Verbania til Verbier, 218 km
|   | Rytter           | Hold              | Tid        |
| - | ---------------- | ----------------- | ---------- |
| 1 | Rui Costa        | Movistar Team     | 6t 21' 13" |
| 2 | Fränk Schleck    | RadioShack-Nissan | + 4"       |
| 3 | Mikel Nieve      | Euskaltel-Euskadi | + 12"      |
| 4 | Giampaolo Caruso | Katjusja          | + 13"      |
| 5 | Thibaut Pinot    | FDJ-BigMat        | + 13"      |

|   | Rytter          | Hold              | Tid        |
| - | --------------- | ----------------- | ---------- |
| 1 | Rui Costa       | Movistar Team     | 6t 31' 22" |
| 2 | Fränk Schleck   | RadioShack-Nissan | + 8"       |
| 3 | Roman Kreuziger | Pro Team Astana   | + 15"      |
| 4 | Thibaut Pinot   | FDJ-BigMat        | + 19"      |
| 5 | Nicolas Roche   | AG2R La Mondiale  | + 21"      |

### Mandag 11. juni – 3. etape
Fra Marigny til Aarberg, 196 km
|   | Rytter           | Hold                | Tid        |
| - | ---------------- | ------------------- | ---------- |
| 1 | Peter Sagan      | Liquigas-Cannondale | 4t 35' 32" |
| 2 | Baden Cooke      | Orica-GreenEDGE     | + 0"       |
| 3 | Ben Swift        | Team Sky            | + 0"       |
| 4 | Jacopo Guarnieri | Pro Team Astana     | + 3"       |
| 5 | Allan Davis      | Orica-GreenEDGE     | + 3"       |

|   | Rytter          | Hold              | Tid         |
| - | --------------- | ----------------- | ----------- |
| 1 | Rui Costa       | Movistar Team     | 11t 06' 57" |
| 2 | Fränk Schleck   | RadioShack-Nissan | + 8"        |
| 3 | Roman Kreuziger | Pro Team Astana   | + 15"       |
| 4 | Thibaut Pinot   | FDJ-BigMat        | + 19"       |
| 5 | Nicolas Roche   | AG2R La Mondiale  | + 21"       |

### Tirsdag 12. juni – 4. etape
Fra Aarberg til Trimbach/Olten, 189 km
|   | Rytter             | Hold                | Tid        |
| - | ------------------ | ------------------- | ---------- |
| 1 | Peter Sagan        | Liquigas-Cannondale | 4t 36' 55" |
| 2 | José Joaquín Rojas | Movistar Team       | s.t.       |
| 3 | Michael Albasini   | Orica-GreenEDGE     | s.t.       |
| 4 | Heinrich Haussler  | Garmin-Barracuda    | s.t.       |
| 5 | Francesco Gavazzi  | Pro Team Astana     | s.t.       |

|   | Rytter          | Lag               | Tid         |
| - | --------------- | ----------------- | ----------- |
| 1 | Rui Costa       | Movistar Team     | 15t 43' 52" |
| 2 | Fränk Schleck   | RadioShack-Nissan | + 8"        |
| 3 | Roman Kreuziger | Pro Team Astana   | + 15"       |
| 4 | Thibaut Pinot   | FDJ-BigMat        | + 19"       |
| 5 | Nicolas Roche   | AG2R La Mondiale  | + 21"       |

### Onsdag 13. juni – 5. etape
Fra Olten/Trimbach til Gansingen, 199 km
|   | Rytter             | Hold              | Tid        |
| - | ------------------ | ----------------- | ---------- |
| 1 | Vladimir Isajtsjev | Katjusja          | 4t 58' 28" |
| 2 | Rubén Pérez        | Euskaltel-Euskadi | s.t.       |
| 3 | Salvatore Puccio   | Team Sky          | s.t.       |
| 4 | Karsten Kroon      | Team Saxo Bank    | s.t.       |
| 5 | Sébastien Minard   | AG2R La Mondiale  | s.t.       |

|   | Rytter          | Hold              | Tid         |
| - | --------------- | ----------------- | ----------- |
| 1 | Rui Costa       | Movistar Team     | 20t 53' 27" |
| 2 | Fränk Schleck   | RadioShack-Nissan | + 8"        |
| 3 | Roman Kreuziger | Pro Team Astana   | + 15"       |
| 4 | Thibaut Pinot   | FDJ-BigMat        | + 19"       |
| 5 | Nicolas Roche   | AG2R La Mondiale  | + 21"       |

### Torsdag 14. juni – 6. etape
Fra Wittnau til Bischofszell, 199 km
|   | Rytter           | Hold                | Tid        |
| - | ---------------- | ------------------- | ---------- |
| 1 | Peter Sagan      | Liquigas-Cannondale | 4t 30' 08" |
| 2 | Ben Swift        | Team Sky            | s.t.       |
| 3 | Allan Davis      | Orica-GreenEDGE     | s.t.       |
| 4 | Michael Albasini | Orica-GreenEDGE     | s.t.       |
| 5 | Óscar Freire     | Katjusja            | s.t.       |

|   | Rytter          | Hold              | Tid         |
| - | --------------- | ----------------- | ----------- |
| 1 | Rui Costa       | Movistar Team     | 25t 23' 38" |
| 2 | Fränk Schleck   | RadioShack-Nissan | + 8"        |
| 3 | Roman Kreuziger | Pro Team Astana   | + 15"       |
| 4 | Thibaut Pinot   | FDJ-BigMat        | + 19"       |
| 5 | Nicolas Roche   | AG2R La Mondiale  | + 21"       |

### Fredag 15. juni – 7. etape
Gossau 34,4 km ITT
|   | Rytter             | Hold              | Tid     |
| - | ------------------ | ----------------- | ------- |
| 1 | Fredrik Kessiakoff | Pro Team Astana   | 46' 36" |
| 2 | Fabian Cancellara  | RadioShack-Nissan | + 2"    |
| 3 | Maxime Monfort     | RadioShack-Nissan | + 20"   |
| 4 | Jérémy Roy         | FDJ-BigMat        | + 25"   |
| 5 | Robert Gesink      | Rabobank          | + 27"   |

|   | Rytter             | Lag               | Tid         |
| - | ------------------ | ----------------- | ----------- |
| 1 | Rui Costa          | Movistar Team     | 26t 10' 55" |
| 2 | Roman Kreuziger    | Pro Team Astana   | + 50"       |
| 3 | Robert Gesink      | Rabobank          | + 55"       |
| 4 | Alejandro Valverde | Movistar Team     | + 1' 04"    |
| 5 | Fränk Schleck      | RadioShack-Nissan | + 1' 04"    |

### Lørdag 16. juni – 8. etape
Fra Bischofszell til Arosa, 148 km
|   | Rytter           | Hold                    | Tid        |
| - | ---------------- | ----------------------- | ---------- |
| 1 | Michael Albasini | Orica-GreenEDGE         | 3t 45' 39" |
| 2 | Mikel Nieve      | Euskaltel-Euskadi       | + 1' 15"   |
| 3 | Levi Leipheimer  | Omega Pharma-Quick Step | + 1' 15"   |
| 4 | Fränk Schleck    | RadioShack-Nissan       | + 1' 15"   |
| 5 | Robert Gesink    | Rabobank                | + 1' 36"   |

|   | Rytter          | Hold                    | Tid         |
| - | --------------- | ----------------------- | ----------- |
| 1 | Rui Costa       | Movistar Team           | 29t 58' 39" |
| 2 | Fränk Schleck   | RadioShack-Nissan       | + 14"       |
| 3 | Levi Leipheimer | Omega Pharma-Quick Step | + 21"       |
| 4 | Robert Gesink   | Rabobank                | + 25"       |
| 5 | Mikel Nieve     | Euskaltel-Euskadi       | + 40"       |

### Søndag 17. juni – 9. etape
Fra Näfels-Lintharena til Sörenberg, 216 km
| Resultater \| \| Rytter \| Hold \| Tid \| \| - \| ------------------ \| ---------------- \| ---------- \| \| 1 \| Tanel Kangert \| Pro Team Astana \| 5t 54' 22" \| \| 2 \| Jérémy Roy \| FDJ-BigMat \| + 2" \| \| 3 \| Matteo Montaguti \| Ag2r-La Mondiale \| + 31" \| \| 4 \| Robert Kišerlovski \| Pro Team Astana \| + 1' 46" \| \| 5 \| Steven Kruijswijk \| Rabobank \| + 1' 46" \| |                    |                  |            |
| | Rytter             | Hold             | Tid        |
| 1 | Tanel Kangert      | Pro Team Astana  | 5t 54' 22" |
| 2 | Jérémy Roy         | FDJ-BigMat       | + 2"       |
| 3 | Matteo Montaguti   | Ag2r-La Mondiale | + 31"      |
| 4 | Robert Kišerlovski | Pro Team Astana  | + 1' 46"   |
| 5 | Steven Kruijswijk  | Rabobank         | + 1' 46"   |

## Sluttstilling
Sammenlagt
|    | Rytter                 | Lag                     | Tid         |
| -- | ---------------------- | ----------------------- | ----------- |
| 1  | Portugal Rui Costa     | Movistar Team           | 35t 54' 49" |
| 2  | LUX Fränk Schleck      | RadioShack-Nissan       | + 14"       |
| 3  | USA Levi Leipheimer    | Omega Pharma-Quick Step | + 21"       |
| 4  | NED Robert Gesink      | Rabobank                | + 25"       |
| 5  | Spanien Mikel Nieve    | Euskaltel-Euskadi       | + 40"       |
| 6  | CZE Roman Kreuziger    | Pro Team Astana         | + 47"       |
| 7  | USA Tom Danielson      | Garmin-Barracuda        | + 48"       |
| 8  | NED Steven Kruijswijk  | Rabobank                | + 59"       |
| 9  | ESP Alejandro Valverde | Movistar Team           | + 1' 42"    |
| 10 | IRL Nicolas Roche      | Ag2r-La Mondiale        | + 1' 52"    |

Poengkonkuransen
|   | Rytter                   | Hold                | Tid      |
| - | ------------------------ | ------------------- | -------- |
| 1 | Slovakiet Peter Sagan    | Liquigas-Cannondale | 102 pts. |
| 2 | Italien Matteo Montaguti | Ag2r-La Mondiale    | 32 pts.  |
| 3 | Estland Tanel Kangert    | Pro Team Astana     | 31 pts.  |

Pointkonkurrencen
|   | Rytter                   | Hold             | Point   |
| - | ------------------------ | ---------------- | ------- |
| 1 | Italien Matteo Montaguti | Ag2r-La Mondiale | 73 pts. |
| 2 | Estland Tanel Kangert    | Pro Team Astana  | 39 pts. |
| 3 | Frankrig Jérémy Roy      | FDJ-BigMat       | 35 pts. |

Bedste schweiziske rytter
|   | Rytter                 | Hold               | Tid         |
| - | ---------------------- | ------------------ | ----------- |
| 1 | SUI Mathias Frank      | BMC Racing Team    | 35t 57' 10" |
| 2 | SUI Martin Elmiger     | Ag2r-La Mondiale   | + 19' 55"   |
| 3 | SUI Rubens Bertogliati | Team Type 1-Sanofi | + 28' 14"   |

Trøjerne dag for dag
| etape  | Vinner             | Sammenlagt  | Bjergkonkurrencen  | Pointkonkurrencen | Bedste Schweiziske | Holdkonkurrencen    |
| ------ | ------------------ | ----------- | ------------------ | ----------------- | ------------------ | ------------------- |
| 1      | Peter Sagan        | Peter Sagan | ikke uddelt        | Peter Sagan       | Fabian Cancellara  | Liquigas-Cannondale |
| 2      | Rui Costa          | Rui Costa   | Fränk Schleck      | Peter Sagan       | Mathias Frank      | Pro Team Astana     |
| 3      | Peter Sagan        | Rui Costa   | Fränk Schleck      | Peter Sagan       | Mathias Frank      | RadioShack-Nissan   |
| 4      | Peter Sagan        | Rui Costa   | Fränk Schleck      | Peter Sagan       | Mathias Frank      | Astana Pro Team     |
| 5      | Vladimir Isajtsjev | Rui Costa   | Vladimir Isajtsjev | Peter Sagan       | Mathias Frank      | Euskaltel-Euskadi   |
| 6      | Peter Sagan        | Rui Costa   | Vladimir Isajtsjev | Peter Sagan       | Mathias Frank      | Euskaltel-Euskadi   |
| 7      | Fredrik Kessiakoff | Rui Costa   | Vladimir Isajtsjev | Peter Sagan       | Mathias Frank      | Euskaltel-Euskadi   |
| 8      | Michael Albasini   | Rui Costa   | Michael Albasini   | Peter Sagan       | Mathias Frank      | Euskaltel-Euskadi   |
| 9      | Tanel Kangert      | Rui Costa   | Matteo Montaguti   | Peter Sagan       | Mathias Frank      | Astana Pro Team     |
| Totalt | Totalt             | Rui Costa   | Matteo Montaguti   | Peter Sagan       | Mathias Frank      | Pro Team Astana     |